# باب إمبو

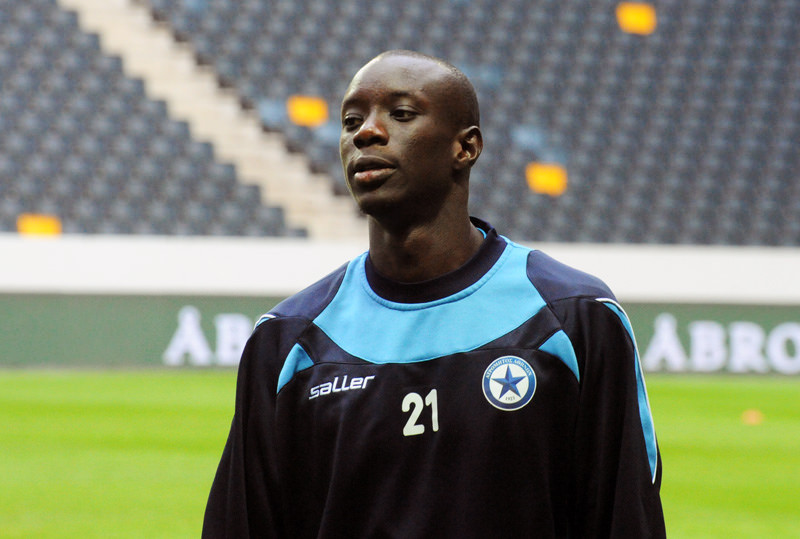

باب إمبو (بالفرنسية: Pape M'Bow)‏ (مواليد 22 مايو 1988 في غيدياواي - السنغال) لاعب كرة قدم سنغالي يلعب حاليا لصالح نادي الدرجة الأولى مرسيليا الفرنسي منذ 2007 في مركز قلب الدفاع .

## روابط خارجية
- باب إمبو على موقع رابطة كرة القدم الفرنسية للمحترفين (الإنجليزية)
- باب إمبو على موقع قاعدة بيانات كرة القدم.إي يو (الإنجليزية)
- باب إمبو على موقع ليكيب (الفرنسية)
- باب إمبو على موقع Soccerway.com (الإنجليزية)
- باب إمبو على موقع AS.com (الإسبانية)